# Oorlogsmonument (Oudegem)

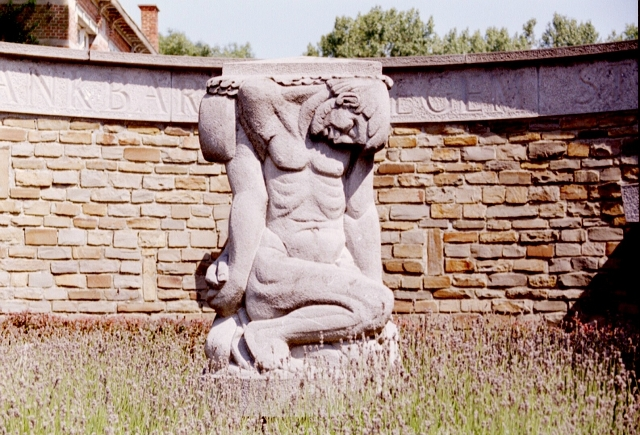
Oorlogsmonument

Het Oorlogsmonument is een monument in de tot de Oost-Vlaamse gemeente Dendermonde behorende plaats Oudegem, gelegen aan de Ouburg.
Het monument werd ingehuldigd in 1952. Het beeld werd vervaardigd door Jos De Decker en het werd omringd door een monumentale cirkelvormige muur, ontworpen door Alfons Singelyn.
In 1986 werd het monument zwaar beschadigd door een verkeersongeluk. In 1991 en 1997 werd het hersteld.
Het betreft een Heldenmonument ter nagedachtenis der Gesneuvelden, Weggevoerden en Burgerlijke oorlogsslachtoffers der beide oorlogen.